# Samdzimari Corona
La Samdzimari Corona è una struttura geologica della superficie di Venere.